# Marco Ferreri
Marco Ferreri (Milano, 11 maggio 1928 – Parigi, 9 maggio 1997) è stato un regista, sceneggiatore, attore, produttore cinematografico e scenografo italiano.
Maestro del grottesco, è stato un regista dallo stile anticonvenzionale e iconoclasta, sempre all’avanguardia nei suoi lavori tanto da essere considerato un visionario sperimentalista. Le sue opere sono profonde analisi socio-antropologiche sulla condizione esistenziale dell'uomo moderno, intrise da una cinica critica nei confronti del sistema consumistico.

## Biografia

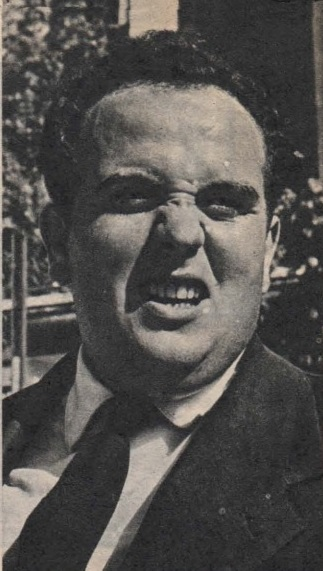
Marco Ferreri nel 1953

Ferreri nacque a Milano l'11 maggio del 1928. Suo padre, Michelangelo, lavorava come ragioniere presso un'agenzia delle assicurazioni Generali, mentre sua madre, Carolina, era casalinga. Marco Ferreri era ateo. Dopo aver condotto studi regolari ed iniziato a studiare veterinaria a Milano, iniziò il suo apprendistato nel mondo del cinema come soggettista e produttore cinematografico. Dopo aver fatto la comparsa nei film Il cappotto (1952) e La spiaggia (1953), entrambi di Alberto Lattuada, viaggiò tra Italia, Francia e Spagna come pubblicitario.
Nel 1955 mentre era in Spagna per conto di una ditta di obiettivi, incontrò a Madrid Rafael Azcona ed assieme scrissero e lui diresse il film El pisito (1958), cui seguirono Los chicos (1959) e El cochecito - La carrozzella (1960). Il discreto successo di questa triade spagnola consentì a Ferreri e Azcona, una volta tornati in Italia, di dirigere due degli undici episodi di Le italiane e l'amore (1961), scritti da Azcona che divenne il suo sceneggiatore. Come disse a Maurizio Costanzo in un'intervista televisiva, il suo progetto di vita era diventare veterinario ed il caso lo ha fatto diventare regista. 

### Una storia moderna, L'harem, Dillinger è morto
Con il film Una storia moderna - L'ape regina (1963) interpretato dall'alter-ego di Ferreri, Ugo Tognazzi, e da Marina Vlady, iniziò il suo impegno intellettuale nel cinema. Il film subì pesanti censure e solo nel 1984 si avrà la versione integrale. Seguì il film La donna scimmia (1964), grottesca storia di un uomo che sposa una donna affetta da ipertricosi e la sfrutta come attrattiva circense; dopo l'episodio Il professore di Controsesso (1964), trattò 
il tema dell'adulterio e del rapporto che la Chiesa ha con esso in Marcia nuziale (1965). 
Diresse poi Marcello Mastroianni e Catherine Spaak ne L'uomo dei cinque palloni, che per volere del produttore Carlo Ponti, per niente convinto della sua buon riuscita presso il pubblico, venne fortemente accorciato per poter venir inserito nella commedia ad episodi Oggi, domani, dopodomani (1965); soltanto nel 1969 il regista riuscì, seppur limitatamente, a farne circolare la propria director's cut dal titolo riedito di Break-Up. Dopo una breve partecipazione al film dell'amico Tognazzi Il fischio al naso (1967), realizzò L'harem (1967), con Renato Salvatori e Gastone Moschin; l'anno seguente diresse Dillinger è morto, visione onirica del gioco di un adulto interpretato da Michel Piccoli.

### L'udienza

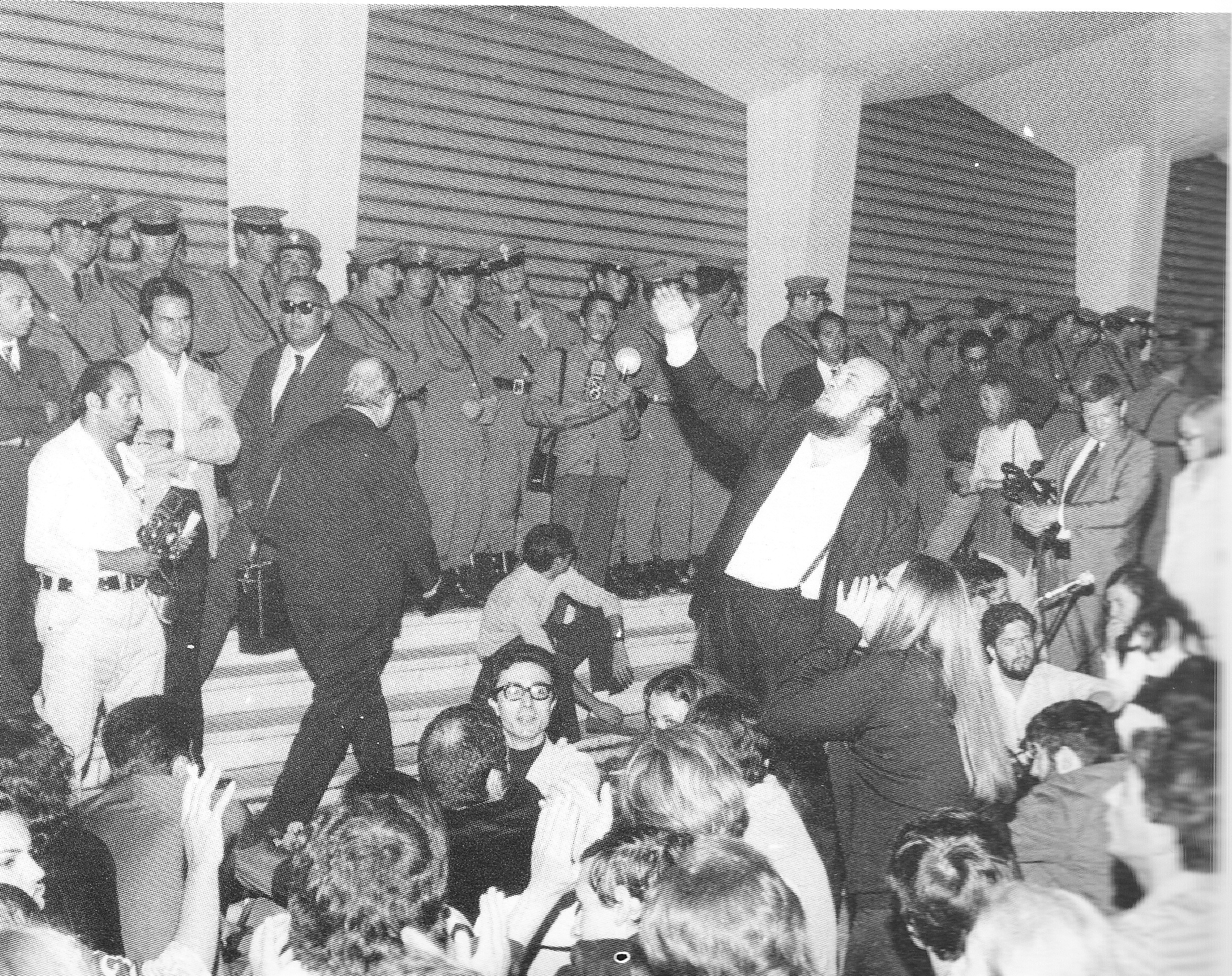
Marco Ferreri durante la contestazione del 1968 alla Mostra Internazionale d'Arte Cinematografica di Venezia.

In Porcile (1969) di Pier Paolo Pasolini interpretò un grottesco fascista: nello stesso anno firmò la regia del surreale e visionario Il seme dell'uomo, in cui si assiste a scene di sesso e di antropofagia. Continuò con L'udienza (1971), in cui un uomo cerca in tutti i modi di essere ricevuto dal Papa per dirgli qualcosa che nel film non viene svelato. La sua impresa incontra ogni tipo di difficoltà; lui cerca aiuto e trova compassione da una prostituta di alto bordo, da un poliziotto e da un monsignore; subisce umiliazioni e perfino la detenzione in un convento, arrivando a compiere gesti clamorosi. Finisce per morire a San Pietro, dove la storia è incominciata. Il film ricevette aspre critiche nonostante lo straordinario cast, che comprendeva Enzo Jannacci, Ugo Tognazzi, Vittorio Gassman, Alain Cuny, Michel Piccoli e Claudia Cardinale.

### La cagna
Continuò con il film La cagna (1972) tratto dal racconto Melampo di Ennio Flaiano, sull'isolamento di un uomo dalle velleità del mondo quotidiano e del suo amore per una ragazza che lo segue sempre; il cast è formato dal duo Deneuve-Mastroianni.

### La grande abbuffata
Il più noto tra i film di Ferreri è senz'altro La grande abbuffata (1973), dove alcuni amici (interpretati da Tognazzi, Noiret, Mastroianni, Piccoli) si incontrano in una villa, e lì consumano cibo, bevande, sesso, amicizia, fino a stare male, fino a uccidersi. 

### Non toccare la donna bianca
Nel film Non toccare la donna bianca (1974), Ferreri traspose la battaglia del Little Bighorn e la sconfitta del Generale Custer da parte di Toro Seduto, nella Parigi moderna. Il film fu girato durante i radicali lavori che cambiarono una parte del centro di Parigi e diedero un nuovo volto al quartiere di Les Halles; Ferreri filmò la voragine al centro di Parigi come fosse un canyon del Far West. Gli "indiani" sono gli abitanti del quartiere, il "potere" sono gli industriali sedicenti promotori del progresso; questi chiamano Custer a togliere di mezzo gli indiani che ostacolano il progresso. Ma questa volta, sono gli indiani a vincere.

### L'ultima donna, Ciao maschio, Storie di ordinaria follia, Chiedo asilo
Con L'ultima donna (1976) troviamo il concetto di homo eroticus e di donna-oggetto che viene scelta secondo canoni sessuali, pure se alla fine si vendica spingendo l'uomo ad evirarsi; il cast formato da Gérard Depardieu e Ornella Muti li vede completamente nudi per quasi tutta la durata della pellicola.
Continuò su questa scia di denuncia antropologica e nel 1978 uscì Ciao maschio in cui il protagonista sceglie di allevare una scimmia anziché sua figlia, quindi la commedia Chiedo asilo (1979) con un inedito Roberto Benigni, Storie di ordinaria follia (1981), ispirato a una raccolta di racconti di Charles Bukowski, con Ben Gazzara e Ornella Muti, Storia di Piera (1983), versione romanzata della vita dell'attrice Piera Degli Esposti, sulla base della sua autobiografia scritta a quattro mani con Dacia Maraini: il film contiene un piccolo cameo di Loredana Bertè che canta Sei bellissima. Il futuro è donna (1984), scritto sempre in collaborazione con la Maraini e la Degli Esposti, che tratta il tema della violenza sessuale e I Love You (1986), sulle indecisioni del maschio.

### Ultimi film
Dopo La casa del sorriso (1990), terzultimo film italiano ad aver vinto l'Orso d'oro al Festival del Cinema di Berlino, e La carne (1991), Ferreri diresse Diario di un vizio (1993), interpretato da Jerry Calà e Sabrina Ferilli, dove affidò la parte musicale a due musicisti argentini, Gato Barbieri e Victorio Pezzolla. La sua ultima opera, di carattere prevalentemente documentaristico, fu Nitrato d'argento (1996). Morì d'infarto il 9 maggio 1997, due giorni prima di compiere 69 anni. È sepolto nel cimitero del Verano a Roma.
Nel 2017 Anselma Dell'Olio diresse il documentario La lucida follia di Marco Ferreri, vincitore del David di Donatello per il miglior documentario.

## Filmografia

### Regista
Cortometraggi
- Le italiane e l'amore - episodio L'infedeltà coniugale (1961)
- Controsesso - episodio Il professore (1964)
- Oggi, domani, dopodomani - episodio L'uomo dei cinque palloni (1965) - anche attore, non accreditato

Documentari
- Corrida! (1966)
- Perché pagare per essere felici (1971)

Lungometraggi
- El pisito, co-regia di Isidoro Ferry (1958)
- Los chicos (1959)
- El cochecito - La carrozzella (1960)
- Una storia moderna - L'ape regina (1963)
- La donna scimmia (1964)
- Marcia nuziale (1965)
- L'uomo dei cinque palloni (1965) - distribuito in Italia solo nel 1979 con il titolo Break Up
- L'harem (1967)
- Dillinger è morto (1969)
- Il seme dell'uomo (1969)
- L'udienza (1972)
- La cagna (1972)
- La grande abbuffata (1973)
- Non toccare la donna bianca (1974)
- L'ultima donna (1976)
- Ciao maschio (1978)
- Chiedo asilo (1979)
- Storie di ordinaria follia (1981)
- Storia di Piera (1983)
- Il futuro è donna (1984)
- I Love You (1986)
- Come sono buoni i bianchi! (1988)
- La casa del sorriso (1991)
- La carne (1991)
- Diario di un vizio (1993)
- Nitrato d'argento (1996)

#### Televisione
- Yerma - film TV (1978)
- Il banchetto di Platone - film TV (1989)
- Faictz ce que vouldras - film TV (1995)

### Sceneggiatore
- El pisito, co-regia di Isidoro Ferry (1958)
- Los chicos (1959)
- El Cochecito - La carrozzella (1960)
- Mafioso, regia di Alberto Lattuada (1962)
- Una storia moderna - l'Ape regina (1963)
- Controsesso - episodio Il professore (1964)
- La donna scimmia (1964)
- Oggi, domani, dopodomani - episodio L'uomo dei cinque palloni (1965)
- Marcia nuziale (1965)
- L'uomo dei cinque palloni (1965)
- Corrida! (1966) - documentario
- L'harem (1967)
- Dillinger è morto (1969)
- Il seme dell'uomo (1969)
- Perché pagare per essere felici (1971) - documentario
- L'udienza (1971)
- La cagna (1972)
- La grande abbuffata (1973)
- Non toccare la donna bianca (1974)
- L'ultima donna (1976)
- Yerma (1978) - film TV
- Ciao maschio (1978)
- Chiedo asilo (1979)
- Storie di ordinaria follia (1981)
- Il futuro è donna (1984)
- I Love You (1986)
- Come sono buoni i bianchi! (1988)
- La casa del sorriso (1991)
- La carne (1991)
- Diario di un vizio (1993)
- Nitrato d'argento (1996)

### Attore
- L'amore in città - episodio Gli Italiani si voltano di Alberto Lattuada (1953)
- La spiaggia di Alberto Lattuada (1954)
- Donne e soldati di Luigi Malerba e Antonio Marchi (1955)
- El pisito (1958)
- Casanova '70 di Mario Monicelli (1965)
- Oggi, domani, dopodomani - episodio L'uomo dei cinque palloni (1965)
- Il fischio al naso di Ugo Tognazzi (1967)
- Porcile di Pier Paolo Pasolini (1969)
- Il seme dell'uomo di Marco Ferreri (1969)
- FBI - Francesco Bertolazzi investigatore di Ugo Tognazzi (1970) - miniserie TV
- Vento dell'est (Le vent d'est) di Groupe Dziga Vertov e, non accreditati, Jean-Luc Godard, Jean-Pierre Gorin e Gérard Martin (1970)
- Ciao Gulliver di Carlo Tuzii (1970)
- Lui per lei di Claudio Rispoli (1972)
- Non toccare la donna bianca (1974) - non accreditato
- A fondo (1 episodio, 1978)

### Produttore
- Cronaca di un amore, regia di Michelangelo Antonioni (1950) - non accreditato
- Appunti su un fatto di cronaca, regia di Luchino Visconti (1951) - documentario
- Colpa del sole, regia di Alberto Moravia (1951)
- Il cappotto, regia di Alberto Lattuada (1952) - ispettore di produzione
- L'amore in città (1953) - registi vari
- Donne e soldati (1954) di Luigi Malerba e Antonio Marchi

### Scenografo
- Come sono buoni i bianchi! (1988)

## Doppiatori italiani
- Vinicio Sofia in La spiaggia
- Stefano Sibaldi in Donne e soldati
- Mario Bardella in Casanova '70
- Massimo Missiroli in Porcile

## Prosa televisiva Rai
- Yerma, di Federico García Lorca, con Daniela Piperno, Nerina Montagnani, Valeria D'Obici, Maria Monti, Luciana Turina, Anna Melato, Michele Placido, Edmonda Aldini, regia di Marco Ferreri, trasmessa il 28 marzo 1978.

## Riconoscimenti
- Mostra del cinema di Venezia

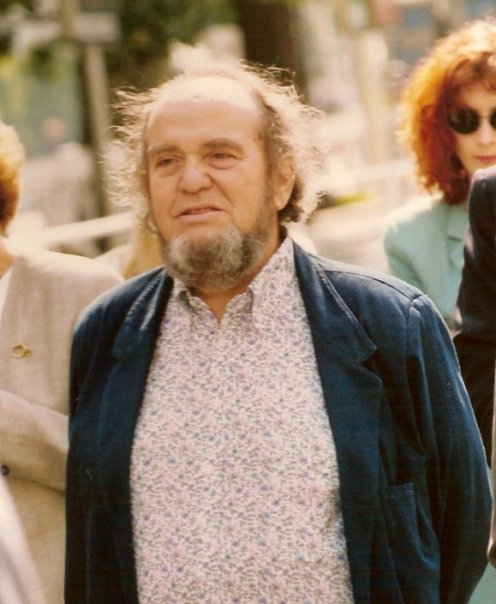
Ferreri a Cannes nel 1991.

  - 1960 - Premio FIPRESCI per El cochecito - La vetturetta
  - 1984 - Candidato al Leone d'oro al miglior film per Il futuro è donna
- Festival internazionale del cinema di Berlino
  - 1972 - Candidatura all'Orso d'oro per L'udienza
  - 1972 - Premio FIPRESCI per L'udienza, ex aequo Family Life
  - 1980 - Orso d'argento, gran premio della giuria per Chiedo asilo
  - 1980- Candidatura all'Orso d'oro per Chiedo asilo
  - 1991 - Orso d'oro per La casa del sorriso
  - 1993 - Candidatura all'Orso d'oro per Diario di un vizio
- Festival di Cannes
  - 1963 - Candidatura alla Palma d'oro per Una storia moderna - L'ape regina
  - 1964 - Candidatura alla Palma d'oro per La donna scimmia
  - 1969 - Candidatura alla Palma d'oro per Dillinger è morto
  - 1973 - Candidatura alla Palma d'oro per La grande abbuffata
  - 1973 - Premio FIPRESCI per La grande abbuffata, ex aequo La maman et la putain
  - 1978 - Candidatura alla Palma d'oro per Ciao maschio
  - 1978 - Grand Prix Speciale della Giuria per Ciao maschio, ex aequo L'australiano
  - 1983 - Candidatura alla Palma d'oro per Storia di Piera
  - 1986 - Candidatura alla Palma d'oro per I Love You
  - 1991 - Candidatura alla Palma d'oro per La carne
- Festival internazionale del cinema di San Sebastián
  - 1981 - Premio FIPRESCI per Storie di ordinaria follia
- Locarno Film Festival
  - 1958 - Premio FIPRESCI per El pisito
- Nastro d'argento
  - 1965 - Migliore soggetto per La donna scimmia
  - 1970 - Migliore soggetto per Dillinger è morto
  - 1970 - Candidatura al Nastro d'argento al miglior regista per Dillinger è morto
  - 1977 - Migliore soggetto per L'ultima donna
  - 1977 - Candidatura al Nastro d'argento al miglior regista per L'ultima donna
  - 1977 - Candidatura al Nastro d'argento alla migliore sceneggiatura per L'ultima donna
  - 1982 - Miglior regista per Storie di ordinaria follia
  - 1987 - Candidatura al Nastro d'argento al migliore soggetto per I Love You
  - 1988 - Candidatura al Nastro d'argento al migliore soggetto per Come sono buoni i bianchi
  - 1992 - Candidatura al Nastro d'argento al migliore soggetto per La carne
  - 1992 - Candidatura al Nastro d'argento al miglior regista per La casa del sorriso
  - 1997 - Candidatura al Nastro d'argento al migliore soggetto per Nitrato d'argento
- David di Donatello
  - 1982 - Miglior regista per Storie di ordinaria follia
  - 1982 - Migliore sceneggiatura per Storie di ordinaria follia
  - 1983 - Candidatura al miglior scenografo per Storia di Piera
  - 1991 - Candidato alla miglior sceneggiatura per La casa del sorriso
- Ciak d'oro
  - 1988 - Candidato al Ciak d'oro per la migliore sceneggiatura per Come sono buoni i bianchi
  - 1991 - Candidato al Ciak d'oro per la migliore sceneggiatura per La casa del sorriso
  - 1991 - Candidato al Ciak d'oro per la migliore scenografia per La casa del sorriso
- SESC Film Festival
  - 1983 - Miglior film straniero per Storie di ordinaria follia
- Festival internazionale del film fantastico di Avoriaz
  - 1973 - Candidatura al Grand Prix per Il seme dell'uomo
- Premi Sant Jordi
  - 1961 - Miglior film spagnolo per El cochecito - La vetturetta